# 宇田川 (神奈川県)
宇田川（うだがわ）は、神奈川県横浜市泉区から同市戸塚区へと流れる二級河川。境川水系。

## 概要
泉区中田町を源流とし、戸塚無線通信所を避けるようにほぼ南西に流れる。戸塚区俣野町にて境川に注ぐ。かつては村岡川と呼ばれていたが（皇国地誌などには村岡川と書かれている）、治水に尽力した宇田氏の功により、大正時代に改称したとされる。延長は約3.52km。流域には民話の残る「まさかりが淵市民の森」が所在する。

## 橋梁・施設
- かばた橋
- 中田橋
- 汲沢西雨水調整池
- 川向橋
- 的場橋
- 深谷橋
- 芙蓉橋
- 宇田川橋